# Gerendi Miklós
Gerendi Miklós (? – 1540) 16. századi erdélyi katolikus püspök.

## Élete
A mohácsi csata táján kezdett szerepelni, mint királyi titkár. 1526 őszén őt küldte először Mária özvegy királyné Pozsonyból Szapolyai Jánoshoz tanácsot kérnia teendőkre nézve. I. Ferdinánd pártjához tartozott, viszont Perényi Péterrel együtt részt vett a Cserni Jován vezette délvidéki felkelés elleni szervezkedésben, amely szintén Ferdinánd-párti megmozdulás volt. 
Amikor Ferdinánd 1528 tavaszán a német birodalmi gyűlésre utazott, a távolléte alatt kormányzó helytartó tanács egyik tagjául Gerendit nevezte ki. 1529-ben Erdélyben volt és január 21-én Aranyosgerenden a három nemzet követeivel tanácskozást tartott Erdélynek Szapolyai János király és a törökök ellen való megoltalmazásáról és Ferdinánd pártján megtartásáról. 
1540-ben részese volt annak az összeesküvésnek, melyet Majláth István erdélyi vajda szőtt Szapolyai János ellen.